# 카테킨
카테킨(Catechin)은 폴리페놀의 일종이다.

## 효능
카페인의 흡수를 억제한다.

## 같이 보기
- 에피갈로카테킨 갈레이트